# Metastenasellus wikkiensis
Metastenasellus wikkiensis är en kräftdjursart som beskrevs av Roger J. Lincoln 1972. Metastenasellus wikkiensis ingår i släktet Metastenasellus och familjen Stenasellidae. Inga underarter finns listade i Catalogue of Life.